# کچ لایت
کچ لایت (انگلیسی: Catch light) یک منبع نور است که در عکاسی برای ایجاد هاله نور یا نور بازتابی روی چشم در عکاسی پرتره به کار می‌رود. به کچ لایت نور چشم یا اوبیز هم می‌گویند که این اصطلاح از عکاسی‌های مرل اوبرون هنرپیشه بریتانیایی گرفته شده که در عکس‌هایش این تکنیک عکاسی زیاد دیده می‌شود. می‌توان گفت که کچ لایت در حقیقت نمونه تصنعی ایجاد شده توسط منابع نوری در عکاسی است که جایگزین نور اسپارک (نور منعکس شده از چشم) که زیبایی خاصی به عکس‌های پرتره می‌بخشد. این تکنیک در انواع عکاسی پرتره استفاده می‌شود و می‌تواند توجه فردی که عکس را نگاه می‌کند به سمت چشم سوژه جلب کند تا دیگر عناصر عکس را نبیند.
کچ لایت ربطی به قرمزی چشم در عکاسی ندارد که توسط بازتاب نور در چشم سوژه ایجاد می‌شود. قرمزی چشم معمولاً در شبکیه چشم ایجاد می‌شود در صورتی که نور کچ لایت در قرنیه بازتاب داده می‌شود.
علت ایجاد کچ لایت جذابیت بخشیدن به عکس‌های پرتره است چرا که عکاسان معتقدند چشم‌های بدون کچ لایت و چشم‌های بدون نور اصولاً بی روح هستند و جذابیت تصاویر پرتره به چشم‌های زیباست.